# 애널리스 배소
애널리스 배소(Annalise Basso, 1998년 12월 2일 ~ )은 미국의 배우이다.

## 출연 작품

### 영화
- 2007년 고스트 이미지 - 수잔 젤란 역
- 2008년 베드타임 스토리 - 트리시아 역
- 2013년 오큘러스 - 어린 케일리 러셀 역
- 2013년 스탠딩 업 - 그레이스 역

### 드라마
- 2010년 본즈 시즌 6 - 앰버 트렘블레이 역
- 2010년 아동병원 시즌 2 - 모건 역
- 2012년 니키타 시즌 3 - 리자 애벗 역
- 2014년 레드 로드 시즌 1 - 케이트 젠슨 역
- 2014년 콘스탄틴 - 베스타 휘트니 역
- 2015년 레드 로드 시즌 2 - 케이트 젠슨 역